# Joachim van den Hove
Œuvres principales
- Florida, sive Cantiones (1601)
- Delitiæ Musicæ, sive Cantiones  (1612)
- Præludia testudinis (1616)

Joachim van den Hove, né vers 1567 à Anvers et mort en 1620 à La Haye, est un compositeur et un luthiste flamand et néerlandais.

## Biographie
Fils du musicien respecté Peeter van den Hove, il naît à Anvers, mais sa famille s'installe plus au Nord après le siège et la chute d'Anvers en 1585.
Entre 1593 et 1616, Joachim et son frère Hercules sont luthistes à Leyde, après avoir probablement reçu des leçons du musicien et compositeur brabançon Emanuel Adriaenssen.
En 1594, Joachim van den Hove épouse à Leyde Anna Rodius, née à Utrecht. Le couple vit dans l'aisance, car Joachim est fort demandé comme luthiste et gagne également très bien sa vie grâce à des leçons données à des aristocrates fortunés. Ses élèves les plus célèbres demeurent les Princes Maurice et Frédéric-Henri d'Orange.
De 1613 à 1616, Van den Hove entreprend de longs voyages en France et en Italie.
Après 1616, des difficultés financières conduisent à la confiscation de ses biens par la justice. Après la vente aux enchères publiques de sa maison en 1618, le musicien déménage à La Haye, où il meurt dans le dénuement en 1620.

## Œuvre
Au cours de sa carrière, Joachim van den Hove compose des œuvres pour luth seul et pour luth et voix. Il écrit également de nombreuses transcriptions (tablatures) pour luth de musique vocale et instrumentale italienne, française et anglaise et d’airs populaires néerlandais (ou flamands).
Il publie les ouvrages suivants : 
- Florida, sive Cantiones (Utrecht, 1601)
- Delitiæ Musicæ, sive Cantiones  (Utrecht, 1612)
- Præludia testudinis (Leyde, 1616)